# Pölshals
Pölshals är ett bergspass i Österrike.   Det ligger i distriktet Murtal och förbundslandet Steiermark, i den centrala delen av landet, 180 km sydväst om huvudstaden Wien. Pölshals ligger 750 meter över havet.
Terrängen runt Pölshals är kuperad åt nordost, men åt sydväst är den bergig. Pölshals ligger nere i en dal. Närmaste större samhälle är Judenburg, 8,4 km öster om Pölshals. 
I omgivningarna runt Pölshals växer i huvudsak blandskog. Runt Pölshals är det ganska glesbefolkat, med 42 invånare per kvadratkilometer.